# Captain Oi! Records
| Captain Oi! Records | Captain Oi! Records        |
| ------------------- | -------------------------- |
| Gründung:           | 1993                       |
| Sitz:               | High Wycombe, England      |
| Website:            | www.captainoi.com          |
| Sublabel:           |                            |
| Genres:             | Oi!, Punk, Ska, Crust Punk |

Captain Oi! Records ist ein britisches Punk- und Oi!-Label mit Sitz in High Wycombe. Das Independent-Label hat sich auf die Wiederveröffentlichung von Klassikern und rarem unveröffentlichten Material der alten Punkbands spezialisiert, veröffentlicht von Zeit zu Zeit aber auch neues Material.

## Labelgeschichte
Mark Brennan konzentrierte sich nach seinem Ausstieg aus The Business 1989 eine Zeit lang nur noch auf sein Label Link Records, dass u. a. die legendäre Oi!-Reihe von Garry Bushell mit den Titeln Oi! The Ressurection, The Joys of Oi!, sowie dem Livealbum Oi! The Main Event fortführte. Sein Partner zur damaligen Zeit war Lol Pryor, ein ehemaliger Manager von The Business. Die Buchhaltung übernahm anfangs Brennans Mutter. Als Partner wurde Castle Communications mit an Bord geholt. Nachdem die Mitarbeiterzahlen Anfang der 1990er stiegen, reaktivierten Brennan und Pryor Dojo Records. Brennan stieg 1992 aus und gründete Anfang 1993 Captain Oi! Records. Erste Veröffentlichung war ein Rerelease des Albums Skinhead Anthems von The Last Resort.
Anfangs konzentrierte sich Brennan nur auf Wiederveröffentlichungen von Bands wie Cock Sparrer, Cockney Rejects und anderen Oi!-Legenden. Im Laufe der Zeit öffnete er sein Label auch für Bands wie The Boys, Action Pact und English Dogs und gründete ein Partnerlabel mit dem Namen Captain Mod. Im Laufe der Zeit wich er auch von seiner Wiederveröffentlichungsserie ab und veröffentlichte neue Bands wie Argy Bargy und neues Material von Bands wie Red Alert und den Special Duties. Das Material beschränkt sich nicht mehr nur auf den britischen Markt, so kümmert sich Captain Oi! auch um Veröffentlichungen einer amerikanischen Band wie den The Dickies. Auch härtere Punkstile, mit Bands wie Discharge, sowie Ska-Alben von den Bad Manners werden vom Label vertrieben.
Neben seinen eigenen Veröffentlichungen betreut Brennan auch Wiederveröffentlichungen befreundeter Label und sponsert lokale Fußball-Vereine.
Mittlerweile existiert auch ein MP3-Download-Portal. Zum CD- und Vinyl-Markt kamen auch DVD-Veröffentlichungen hinzu.

## Labelprogramm (Auswahl)
- The 4-Skins
- 999
- The Adicts
- Angelic Upstarts
- Anti-Nowhere League
- Bad Manners
- Blitz
- The Boys
- Chelsea
- Chron Gen
- Cockney Rejects
- The Dickies
- Discharge
- Eddie & the Hot Rods
- The Exploited
- GBH
- Goldblade
- Judge Dread
- The Lurkers
- The Members
- The Meteors
- Peter and the Test Tube Babies
- The Revillos
- The Ruts
- The Selecter
- Sham 69
- The Skids
- Stiff Little Fingers
- Toy Dolls
- UK Subs
- The Vapors
- Vice Squad